# Superkritična tekočina
Superkritična (nadkritična) tekočina je stanje snovi nad kritično točko. Nad to točko plinasto in kapljevinsko agregatno stanje ne obstajata več. Snov ima tako nekatere lastnosti podobne plinom, druge kapljevinam. 

## Fazni diagram
Fazni diagram prikazuje prehode med agregatnimi stanji snovi. Črta vrelišča ločuje plinasto in kapljevinsko agregatno stanje. Večji kot sta tlak in temperatura, manjša je razlika med stanjema. Ko količini dosežeta kritični vrednosti, ne moremo več ločiti plina in kapljevine. To točko imenujemo kritična točka, stanje nad njo pa superkritična, pogosto tudi nadkritična tekočina.
Nad kritično točko klasičnega vrenja ne poznamo. Kljub temu je sprememba določenih lastnosti superktitične tekočine znatna, ko prečkamo določeno območje tlaka oz. temperature. Gre za fazni prehod drugega reda, pri katerem se lastnosti snovi spreminjajo postopoma. Območje prehoda pri superkritični tekočini imenujemo Widomova črta. Začne se v kritični točki, potem pa se z naraščajočim tlakom širi. Določimo jo za vsako lastnost posebej.

## Lastnosti
Lastnosti superkritičnih tekočin se gibljejo med lastnostmi kapljevin in plinov. V nekaterih pogledih so bolj podobni plinom, v nekaterih pa kapljevinam.
Gostota superkritičnih tekočin je podobna kapljevinam. Poleg tega se podobno kot v plinih spreminja s tlakom. Večji, kot je tlak, večja je gostota. V okolici kritične točke se z zelo majhnimi spremembami tlaka gostota drastično spremeni. 
Gostota pa vpliva tudi na topnost. Večja kot je, več je interakcij med molekulami topljenca in topila, zato se topljenec lažje topi in je topnost večja. V okolici kritične točke torej lahko z majhnimi spremembami tlaka močno vplivamo tudi na topnost.
Viskoznost je bolj podobna plinom in je precej manjša od viskoznosti kapljevin. Ker je tesno povezana s transportnimi lastnosti snovi, imajo superkritične tekočine bistveno boljše pogoje za transport snovi kot kapljevine. Odvisna je tudi od tlaka. Pri visokih tlakih je njena vrednost bistveno večja, vseeno pa manjša kot v kapljevinah.
Izotermna stisljivost je zelo velika v okolici kritične točke, kar je povezano tudi s fluktuacijami gostote v tem območju.

## Uporaba
Superkritične tekočine se pogosto uporabljajo za ekstrakcijo snovi. Zaradi visoke topnosti v superkritičnih tekočinah so izkoristki precej visoki. Poleg tega lahko z majhno spremembo tlaka superkritično tekočino spremenimo v plin, kar je učinkovita metoda za hitro odstranitev topila. V industriji se najpogosteje uporablja superkritični ogljikov dioksid. Uporablja se na primer pri dekofeinizaciji kave in zelenega čaja, ekstrakcijo eteričnih olj in hmelja pri proizvodnji piva.
Uporabljajo se tudi pri tvorbi nanodelcev, pri kemičnem čiščenju, v toplotnih črpalkah, pri uravnavanju pogojev kemijskih reakcij, proizvodnji biodizla. Vedno širšo uporabo nakazujejo tudi reaktorji, hlajeni s superkritično vodo.
Superkritične tekočine se pojavljajo tudi v naravi. Obstajajo pri dovolj visokih tlakih in temperaturah, ki jih najdemo pod Zemljino skorjo. Sodelujejo torej pri naravnih pojavih, kot so subdukcija in celo pri dovolj globokih podvodnih vrelcih.